# SSD Civitanovese Calcio
Società Sportiva Dilettantistica Civitanovese Calcio, zkráceně jen Civitanovese je italský fotbalový klub hrající v sezóně 2024/25 ve 4. italské fotbalové lize sídlící ve městě Civitanova Marche v regionu Marche.

## Změny názvu klubu
- 1919/20 – 1933/34 – SS Portocivitanova (Società Sportiva Portocivitanova)
- 1934/35 – 1937/38 – Dopolavoro Portocivitanova (Dopolavoro Portocivitanova)
- 1938/39 – GIL Portocivitanova (G.I.L. Portocivitanova)
- 1939/40 – Dopolavoro Aziendale Cecchetti (Dopolavoro Aziendale Cecchetti)
- 1940/41 – AS Cluana (Associazione Sportiva Cluana)
- 1941/42 – 1942/43 – Dopolavoro CSS Cluan (Dopolavoro Com. Sezione Sportiva Cluan)
- 1943/44 – AC Cluana (Associazione Calcio Cluana)
- 1945/46 – 1961/62 – US Portocivitanovese (Unione Sportiva Portocivitanovese)
- 1962/63 – 1977/78 – UC Civitanovese (Unione Calcio Civitanovese)
- 1978/79 – 1996/97 – US Civitanovese (Unione Sportiva Civitanovese)
- 1997/98 – 2000/01 – AS Civitanovese Calcio (Associazione Sportiva Civitanovese Calcio)
- 2001/02 – 2014/15 – Civitanovese Calcio (Civitanovese Calcio)
- 2015/16 – 2016/17 – US Civitanovese SSD (Unione Sportiva Civitanovese Società Sportiva Dilettantistica)
- 2018/19 – SSD Civitanovese Calcio (Società Sportiva Dilettantistica a r.l. Civitanovese Calcio)

## Získané trofeje

### Vyhrané domácí soutěže
- 4. italská liga ( 1x )

1960/61
- 5. italská liga ( 2x )

2015/16, 2023/24

## Účast v ligách
| Úroveň soutěže | Název soutěže (nynější název) | První hraná sezona | Poslední hraná sezona | celkem odehraných sezon |
| -------------- | ----------------------------- | ------------------ | --------------------- | ----------------------- |
| 3              | Serie C                       | 1942/43            | 1983/84               | 7                       |
| 4              | Serie D                       | 1958/59            | 2024/25               | 35                      |
| 5              | Eccellenza                    | 1957/58            | 2023/24               | 14                      |

## Trenéři

### Známí trenéři v klubu
- Mario Trebbi (1974–1975)
- Corrado Viciani (1983–1984)